# Fahil
Fahil (tiếng Ả Rập: فاحل) là một thị trấn ở miền trung Syria, một phần hành chính của Tỉnh Homs, phía tây bắc Homs. Các địa phương gần đó bao gồm Taldou và Kafr Laha ở phía đông bắc và al-Qabu ở phía tây. Theo Cục Thống kê Trung ương (CBS), Fahil có dân số 5.775 người trong cuộc điều tra dân số năm 2004. Cư dân của nó chủ yếu là người Alawite và Kitô hữu Chính thống Hy Lạp.